# Бендфельд
Бендфельд (нем. Bendfeld) — община в Германии, в земле Шлезвиг-Гольштейн. 
Входит в состав района Плён. Подчиняется управлению Пробстай.  Население составляет 234 человека (на 31 декабря 2010 года). Занимает площадь 4,41 км².